# The Deviants

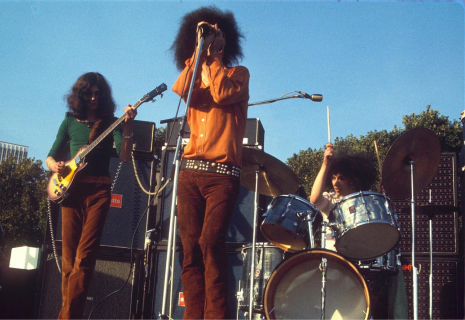

The Deviants (originalmente The Social Deviants) foi uma banda britânica de rock formada no final da década de 1960. Serviu como veículo para o trabalho musical de seu fundador Mick Farren até sua morte em 2013.
Farren afirmou que o The Deviants era uma banda comunitária que fazia algumas coisas de vez em quando e descrevia o som da banda como rock psicodélico de ranger os dentes, algo entre Iggy and The Stooges e The Mothers of Invention.

## História

### Década de 1960
O Social Deviants foi fundado por Mick Farren em 1967 acompanhado por Pete Munro no baixo; Clive Muldoon e Mike Robinson na guitarra e Russell Hunter na bateria.
A banda reduziu seu nome para The Deviants depois de Pete e Clive saírem e serem substituídos por Sid Bishop e Cord Rees respectivamente.
Gravaram seu primeiro disco Ptooff! financiados por um amigo de Mick, Nigel Samuel, o filho de um multimilionário. O disco foi lançado de forma independente e era vendido somente no Reino Unido pela Underground Press, mais tarde a Decca Records relançou e distribuiu o álbum.
Este disco foi relançado mais algumas vezes: em 1992 pela Drop Out Records, em 2004 pela Captain Trip Records, em 2009 pela Esoteric Recordings e em 2013 pela Angel Air Records.
Cord Rees deixou a banda em junho de 1967 e foi substituído por companheiro de quarto de Mick Farren, Duncan Sanderson. Em seguida a banda lançou seu segundo disco, Disposable pelo selo independente Stable Records.
Quando Sid Bishop se casou também saiu da banda, Farren então recrutou o guitarrista canadense Paul Rudolph depois de uma sugestão de Jamie Mandelkau. Com essa nova formação foi gravado mais um álbum, The Deviants 3 pela gravadora Transatlantic Records.
Durante uma turnê pela Costa Oeste da América do Norte o relacionamento pessoal e musical entre Mick Farren e o restante da banda ficou tenso, e a banda decidiu continuar sem Mick, que retornou para a Inglaterra onde se juntou ao ex-baterista do Pretty Things Twink e Steve Peregrin Tookk para gravar o álbum Mona – The Carnivorous Circus. Este disco tinha entre suas faixas entrevistas com membros dos Hells Angels do Reino Unido. Os três músicos remanescentes - Rudolph, Sanderson e Hunter - retornaram para a Inglaterra e se juntaram a Twink para formar a influente banda Pink Fairies.

### Década de 1970 e seguintes
No meio dos anos 70, Mick Farren recebeu uma oferta da Stiff Records para gravar o EP Screwed Up, que foi lançado sob o nome Mick Farren and The Deviants. Dentre os músicos que participaram deste disco estão Rudolph, Larry Wallis (guitarra), Andy Colquhoun (guitarra) e Alan Powell (bateria). Essa mesma formação sem Rudolph gravou também o álbum Vampires Stole My Lunch Money e o single Broken Statue, ambos creditados a Mick Farren.
No final da década de 70 Farren novamente se concentrou em sua carreira de escritor e se mudou para Nova Iorque. Fez o Deviants ressurgir para apresentações ocasionais, como em fevereiro de 1984 quando se juntou a Wayne Kramer (ex-guitarrista do MC5), Wallis, Sanderson e o baterista George Butler. Essa apresentação foi gravada e lançada como Human Garbage.
Mick Farren continuou a se apresentar e gravar esporadicamente sob o nome The Deviants com a participação de diversos músicos, incluindo Andy Colquhoun e Jack Lancaster. Eating Jello With A Heated Fork foi lançado em 1996 creditado a Deviants IXVI.
Em 2002, uma nova formação da banda que continha a presença de Doug Lunn (baixo), Rick Parnell (bateria) e Michael Simmons (vocal) lançou o disco Dr. Crow.
Em junho de 2011, depois de ter voltado a morar no Reino Unido, Farren se apresentou palco 'Spirit of 71' no Glastonbury Festival com 'The Last Men Standing'. A banda incluía Andy Colquhoun, Sanderson e Hunter.
Durante uma rara apresentação do The Deviants em Londres no dia 27 de julho de 2013, Mick Farren sofreu um ataque no palco e morreu mais tarde em um hospital.

## Discografia
- 1967 – Ptooff!
- 1968 – Disposable
- 1969 – The Deviants 3
- 1984 – Human Garbage (ao vivo)
- 1996 – Fragments of Broken Probes (demos, versões alternativas e ao vivo)
- 1996 – Eating Jello With a Heated Fork
- 1999 – The Deviants Have Left The Planet (demos, versões alternativas e ao vivo)
- 1999 – Barbarian Princes (Ao vivo no Japão)
- 2000 – This CD Is Condemned (compilação)
- 2001 – On Your Knees, Earthlings (compilação)
- 2002 – Dr. Crow